# Platane de Robillard
Le platane de Robillard est un arbre remarquable de Saint-André-de-Cubzac. Planté au centre d'une petite place, probablement sous le règne de Louis XIV, il appartient au club très fermé des arbres tricentenaires. Il est protégé depuis le 19 septembre 1936, date à laquelle un décret a permis son classement à l'inventaire des sites naturels.

## Présentation
Ce platane appartient à l'espèce hybride Platanus ×hispanica, apparue vers la fin du XVIIe siècle. Les platanes de cette espèce sont fortement implantés dans les villes où ils ont largement prouvé leur résistance à la pollution. Un prélèvement par carottage sur le tronc a permis d'estimer son âge qui serait compris entre 280 et 320 ans (avec une marge d'erreur de plus ou moins 15 % en raison du mode de calcul).
Les terres profondes du coteau de Montalon expliquent en partie les dimensions spectaculaires de cet arbre, classé aujourd'hui parmi les plus beaux arbres de France.
Circonférence à 1 m du sol : 5,80 m - Diamètre moyen à 1 m du sol : 1,85 m - Hauteur : 32,20 m - Envergure 29,30 m

### Sources
- A.3.P.A, avec le concours du Conseil Général de la Gironde